# Besjenstvo
Besjenstvo (russisk: Бешенство) er en russisk spillefilm fra 2023 af Dmitrij Djatjenko.

## Medvirkende
- Aleksej Serebrjakov som Igor
- Vsevolod Volodin som Vovka
- Jevgenij Tkatjuk som Abýzov
- Georgij Dronov som Jura
- Anna Ukolova som Olja Savtjenko
- Kirill Polukhin